# Tổng giáo phận Mechelen-Brussel
Tổng giáo phận Mechelen-Brussel (tiếng Hà Lan: Aartsbisdom Mechelen-Brussel; tiếng Pháp: Archidiocèse de Malines-Bruxelles; tiếng Latinh: Archidioecesis Mechliniensis-Bruxellensis) là một tổng giáo phận của Giáo hội Latinh trực thuộc Giáo hội Công giáo Rôma ở Bỉ. Tổng giáo phận là nơi đặt ngai tòa giáo trưởng của Bỉ và quản lí Giáo tỉnh Mechelen-Brussel. Tổng giáo phận được thành lập năm 1559, và có hai nhà thờ chính tòa là Nhà thờ chính tòa Thánh Rumbold ở Mechelen và Nhà thờ chính tòa Thánh Micae và Gudula ở Bruxelles. Tổng giám mục đương nhiệm là Jozef De Kesel, được bổ nhiệm vào tháng 11/2015.

## Tổng quan

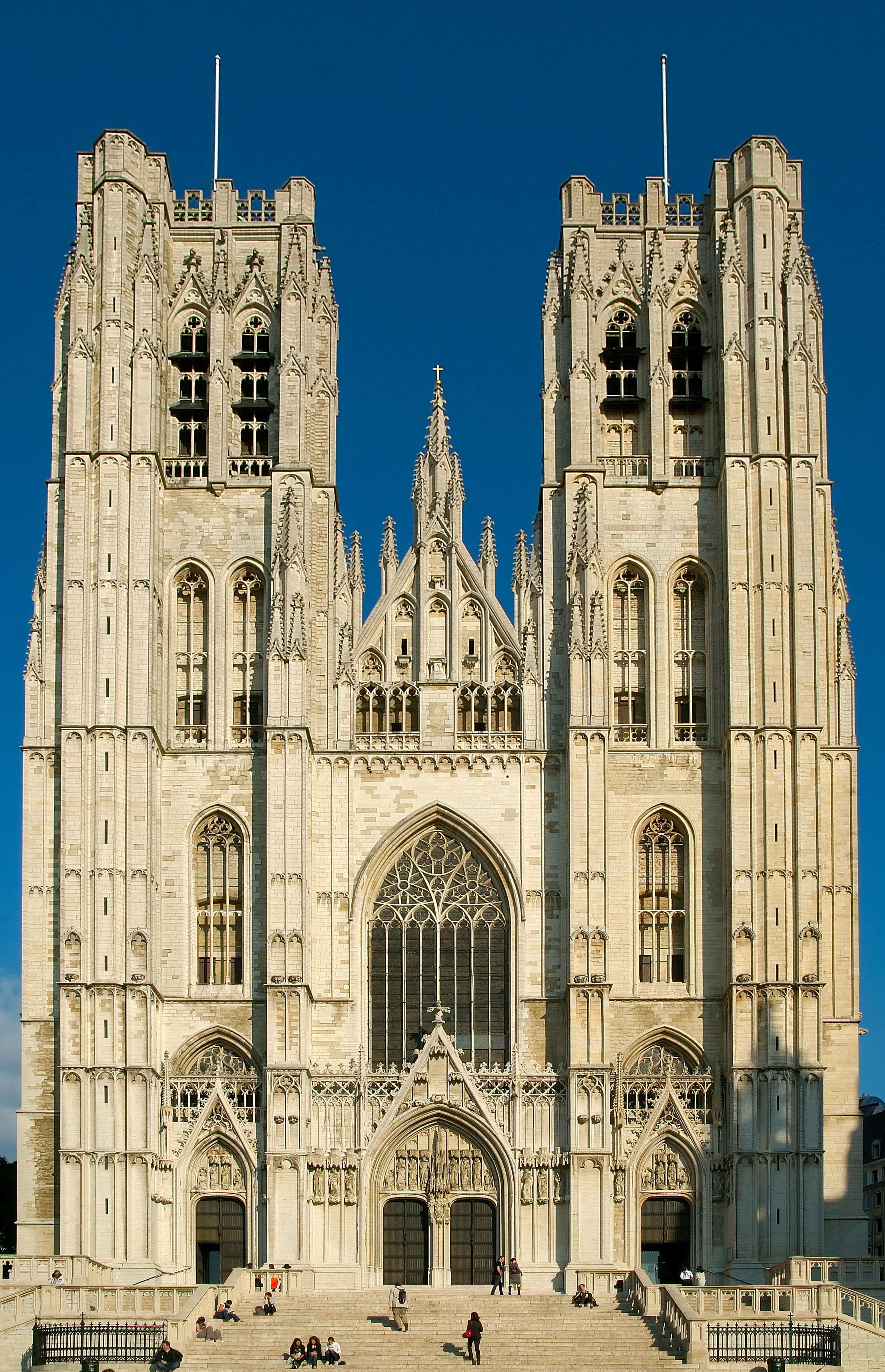
Nhà thờ chính tòa Thánh Micae và Gudula, Bruxelles

Tổng giáo phận Mechelen-Brussel có địa giới bao gồm tỉnh Brabant và 8 đô thị của tỉnh Antwerpen, bao gồm Bonheiden, Duffel, Mechelen và Sint-Katelijne-Waver.
Vào năm 1995, tỉnh Brabant được tách ra làm ba tỉnh:
- tỉnh Vlaams-Brabant nói tiếng Hà Lan;
- Vùng thủ đô Bruxelles sử dụng cả tiếng Pháp và Hà Lan;
- tỉnh Walloon Brabant nói tiếng Pháp.

Giáo hội Công giáo không thành lập các giáo phận mới để phù hợp với thay đổi này, thay vào đó ba Đại diện Tông tòa và các giám mục phụ tá của họ được cử đi quản nhiệm các vùng này.

## Ngôn ngữ
Tên gọi của tổng giáo phận có thể khác nhau tùy ngôn ngữ, trong tiếng Hà Lan là Mechelen–Brussel còn trong tiếng Pháp là Malines–Bruxelles.
Trong tiếng Anh, Mechelen ban đầu được gọi là Mechlin hay Malines nhưng sau này Mechelen trở nên thông dụng hơn. Ngoài ra, tiếng Anh thường sử dụng Brussel(s) theo tiếng Hà Lan thay vì Bruxelles theo tiếng Pháp.

## Nhà thờ chính tòa
Tổng giáo phận có hai nhà thờ chính tòa đôi: Nhà thờ chính tòa Thánh Rumbold ở Mechelen và Nhà thờ chính tòa Thánh Micae và Gudula ở Bruxelles.

## Lịch sử
Tổng giáo phận Mechelen–Brussel ban đầu thuộc lãnh địa giáo hội Vùng đất thấp sau cuộc tổ chức lại năm 1559 với 15 giáo phận mới được thành lập. Qua thời gian, hai giáo tỉnh dần tách ra khỏi sự lãnh đạo của Mechelen–Brussel. Cambrai thuộc quyền kiểm soát của Pháp và Pháp bắt đầu sáp nhập vùng Flanders nói tiếng Pháp, ngoài ra Utrecht cùng các giáo phận trực thuộc ở Cộng hòa (sau là Vương quốc) Hà Lan bị tạm thời giải thế vì các tỉnh phía bắc đang phổ biến Thần học Calvin "phản giáo hoàng". Chiến tranh Napoleon 1801 một lần nữa đã vẽ lại bản đồ
Theo truyền thống, Tổng giám mục Mechelen thường được thăng Hồng y.
Tổng giáo phận Mechelen đã đổi tên thành Tổng giáo phận Mechelen–Brussel vào ngày 8/12/1961 như một phần cuộc tái cấu trúc các giáo phận ở Bỉ. Hai giáo phận mới được thành lập. Vào cùng ngày, Giáo phận Antwerpen được thành lập trên lãnh thổ tách ra từ Tổng giáo phận Mechelen. Sáu năm sau Giáo phận Hasselt cũng đã được thành lập. Điều này có nghĩa là các giáo phận mới sẽ khớp với các tỉnh của Bỉ. Đa số sự hiện diện của Giáo hội Công giáo tại tỉnh Antwerpen (trừ khu vực Mechelen) được quản lí bởi Giáo phận Antwerpen.
Tổng giám mục André-Joseph Leonard đã kế nhiệm Hồng y Danneels vào tháng 1/2010. Vào ngày 22/2/2011, Giáo hoàng Biển Đức XVI đã chỉ định: Đ.c. Jean Kockerols, Đ.c. Jean-Luc Hudsyn và Đ.c. Leon Lemmens là các giám mục phụ tá tổng giáo phận Mechelen-Brussels. Sau khi đến tuổi 75 năm, Leonard đã nộp đơn từ nhiệm, và đã được đồng ý. Vào mùa thu năm 2015 Giáo hoàng Phanxicô đã chỉ định Jozef De Kesel, giám mục giáo phận Bruges là tổng giám mục mới, và ông đã thăng Hồng y năm 2016. Năm 2023, Tổng giám mục tân cử Luc Terlinden đã được bổ nhiệm.

## Lãnh đạo qua từng thời kì

### Tổng giám mục Tổng giáo phận Mechelen
1. Hồng y Antoine Perrenot de Granvelle (1561–1582)
2. Joannes Hauchin (1583–1589)
3. Mathias Hovius (1596–1620)
4. Jacobus Boonen (1621–1655)
5. Andreas Creusen (1657–1666)
6. Joannes Wachtendonck (1667–1668)
7. Alphonse de Berghes (1670–1689)
8. Humbertus Guilielmus de Precipiano (1690–1711)
9. Thomas-Philippe d'Alcase (1715–1759) (Thăng Hồng y năm 1719)
10. Joannes-Henricus von Franckenberg (1759–1801) (Thăng Hồng y năm 1778)
11. Jean-Armand de Bessuéjouls Roquelaure (1802–1809)
12. Dominique-Georges-Frédéric Dufour de Pradt (1809–1817)
13. François Antoine Marie Constantin de Méan et de Beaurieux (1817–1831)
14. Engelbert Sterckx (1832–1867) (Thăng Hồng y năm 1838)
15. Victor-Auguste-Isidore Dechamps (1867–1883) (Thăng Hồng y năm 1875)
16. Pierre-Lambert Goosens (1884–1906) (Thăng Hồng y năm 1889)
17. Desiré-Félicien-François-Joseph Mercier (1906–1926) (Thăng Hồng y năm 1907)
18. Jozef-Ernest van Roey (1926–1961) (Thăng Hồng y năm 1927)

### Tổng giám mục Tổng giáo phận Mechelen-Brussels
1. Leo Joseph Suenens (1962–1979) (Thăng Hồng y năm 1962)
2. Godfried Danneels (1979–2010) (Thăng Hồng y năm 1983)
3. André-Joseph Léonard (2010–2015)
4. Jozef De Kesel (2015–2023) (Thăng Hồng y năm 2016)
5. Luc Terlinden (2023–nay)

### Giám mục phó
- Christoph Bartholomäus Anton Migazzi Von Waal Und Sonnenthurn (1751-1756), từ nhiệm (không thừa kế), sau được bổ nhiệm làm Giám mục Vác, Hungary; Tổng giám mục Vienna (1757-1803) và thăng Hồng y (1761)

### Giám mục phụ tá
- Charles André Anthonis (1868-1893)
- Étienne Joseph Carton de Wiart (1934-1945), sau trở thành Giám mục Tournai
- Jan De Bie (1987-2009)
- Luc Alfons De Hovre, S.J. (1982-2002)
- Josef De Kesel (2002-2010), sau là Giám mục Bruges; rồi trở thành Tổng giám mục
- Emiel-Jozef De Smedt 1950–1952), sau trở thành Giám mục Bruges
- Jean-Luc Hudsyn (2011-)
- Jean Kockerols (2011-)
- Paul Lanneau (1982-2002)
- Louis Joseph Legraive (1907-1940)
- Léon Lemmens (2011-2017)
- Pepin de Rosa, O.P. (1562-1569)
- Paul Constant Schoenmaekers (1952-1986)
- Leo Jozef Suenens (1945-1961), sau trở thành Tổng giám mục
- Jean Marie van Cauwenbergh (1930-1950)
- Victor-Jean-Joseph-Marie van den Branden de Reeth (1879-1909)
- Josephus Franciscus van der Stappen (1893-1908)
- Honoré Marie Van Waeyenbergh (1954-1971)
- Rémy Victor Vancottem (1982-2010),sau là Giám mục Namur
- Koenraad Vanhoutte (2018-)
- Ghislain de Vroede (1570-1579)
- Antoine Alphonse de Wachter (1909-1932)